# Epitemna lacteoplaga
Epitemna lacteoplaga är en insektsart som beskrevs av Schmidt 1906. Epitemna lacteoplaga ingår i släktet Epitemna och familjen Ricaniidae. Inga underarter finns listade i Catalogue of Life.